# Eragon
Eragon er en roman, skrevet af Christopher Paolini i genren fantasy. Den er den første bog af de fire bøger i arven-kvartetten. Titlen Eragon er navnet på bogens helt. Paolini begyndte, at skrive romanen som bare 15-årig, og han fik den publiceret nogle år efter. Den har toppet New York Times Bestsellerliste, og bogen bliver solgt i det meste af verden. Den blev desuden filmatiseret i 2006 af instruktøren Stefan Fangmeier, og Edward Speleers spillede rollen som Eragon. Blandt rolleindhaverne var også Jeremy Irons, John Malkovich og Rachel Weisz (stemme til dragen Saphira). Efter Eragon udkom bog nummer 2: Den ældste.

## Handlingen
Bogen foregår i den fiktive verden, kaldet Alagaësia, hvor den 15-årige bondedreng Eragon holder til i en lille by, kaldet Carvahall. Her bor han sammen med sin onkel Garrow og hans fætter Roran. Landet Alagaësia er samtidig plaget af den onde og uovervindelige konge Galbatorix og hans mørke tjenere. Galbatorix er uovervindelig, fordi han er en dragerytter, og er i besiddelse af en de sjældne drager i Alagaësia. Der var mange drageryttere i Alagaësia, indtil den dag hvor Galbatorix besluttede sig for, at være enehersker. 
Men en elverdame ved navn Arya, er i besiddelse af det næsten eneste tilbageværende drageæg. Som hun vælger, at sende til et sikkert sted, da hun bliver jagtet af Galbatorix's håndlangere kaldet urgalerne. Ægget ender i Rygkammen, hvor Eragon går på jagt. Han finder ægget, som ligner en stor, blankpoleret blå sten, og tager det med hjem til Carvahall, da han ikke kan forstå, hvad det er. Han prøver at sælge stenen, men han gør det uden succes. Da det en dag udklækker, ser Eragon en smuk lille drage komme ud af ægget. Han opdrager dragen i hemmelighed, og han beslutter sig for at kalde den Saphira. 
Men en dag må Eragon flygte, da Galbatorix's onde håndlangere, kaldet Ra'zac, kommer til byen, og leder efter ægget. Hans onkel bliver dræbt af dem. Eragon flygter sammen med hans drage Saphira og historiefortælleren Brom, som senere skal vise sig at være en tidligere dragerytter. 
Eragon må lære om dragerytternes magi, og må tage på en eventyrlig og farefuld rejse, for han er Alagaësia's eneste chance for at skabe fred og balance. 
| Bog | Spire Denne artikel om bøger og tidsskrifter er en spire som bør udbygges. Du er velkommen til at hjælpe Wikipedia ved at udvide den. |